# Kurt Meyer (SS-Mitglied)

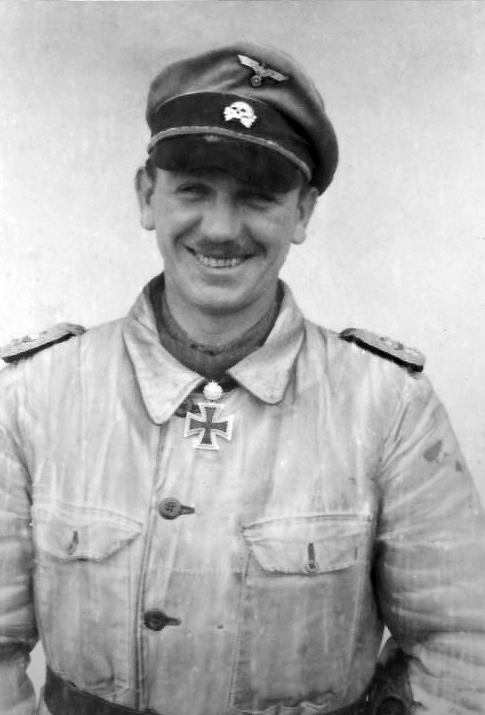
Kurt Meyer (Februar/März 1943)

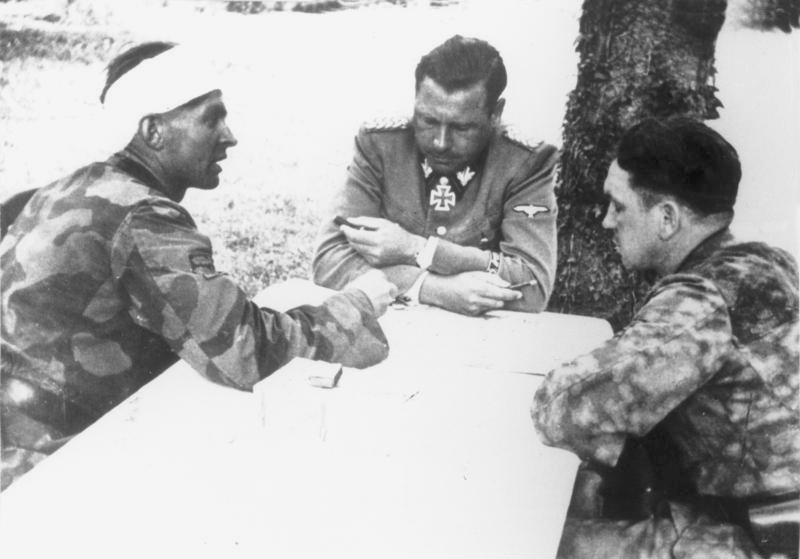
Divisionskommandeur Fritz Witt (Mitte) bei Beratungen mit den Regimentskommandeuren Max Wünsche (mit Kopfverband) und Kurt Meyer an der französischen Front (1944)

Kurt Meyer (* 23. Dezember 1910 in Jerxheim; † 23. Dezember 1961 in Hagen), alias „Panzermeyer“, war seit 1929 Polizist, seit 1930 NSDAP- und seit 1931 SS-Mitglied, dort seit 1944 SS-Brigadeführer und Generalmajor der Waffen-SS. Wegen der Ermordung kanadischer Kriegsgefangener im Juni 1944 wurde Meyer von einem kanadischen Kriegsgericht im Dezember 1945 zum Tode verurteilt. Die Todesstrafe wurde im Frühjahr 1946 in lebenslange Haft umgewandelt und schließlich 1954 auf dem Gnadenweg ausgesetzt. Ab 1959 war Meyer Bundessprecher der Hilfsgemeinschaft auf Gegenseitigkeit der Angehörigen der ehemaligen Waffen-SS (HIAG).

## Karriere bei Polizei, SS und Waffen-SS
Der Sohn eines Fabrikarbeiters und einer Hebamme besuchte von 1916 bis 1925 die Volksschule in Schöningen und Offleben. Von 1925 bis 1928 absolvierte er eine kaufmännische Lehre in Minden. Meyer trat im Mai 1925 der Hitlerjugend (HJ) bei und wechselte im April 1928 von der HJ zur SA. Als er im Oktober 1929 eine Tätigkeit bei der Landespolizei Mecklenburg-Schwerin aufnahm, schied er aus der SA aus. Zum 1. September 1930 trat er der NSDAP bei (Mitgliedsnummer 316.714), in der er sich als Ortsgruppenleiter betätigte. Am 15. Oktober 1931 wurde er SS-Mitglied (SS-Nummer 17.559) und gehörte zunächst der 22. SS-Standarte in Schwerin an.
Nach der Machtübertragung an die Nationalsozialisten schied Meyer im Mai 1934 bei der Polizei aus und wurde im selben Monat Zugführer bei der Leibstandarte SS Adolf Hitler (LAH). 1936 wurde er zum SS-Obersturmführer befördert und Chef der 14. Panzerabwehr-Kompanie der SS-Standarte. Im Dezember 1934 heiratete Meyer; aus der Ehe gingen fünf Kinder hervor.
Im Zweiten Weltkrieg führte Meyer 1939 als SS-Hauptsturmführer die 14. Panzerabwehr-Kompanie der Leibstandarte beim deutschen Überfall auf Polen. Einem alliierten Untersuchungsbericht zufolge erschoss Meyer während des Überfalls auf Polen bei Modlin 50 Juden.
Im Oktober 1939 wechselte Meyer zu den Kradschützen der Leibstandarte; 1940 nahm er am Westfeldzug teil. Im September 1940 wurde er zum SS-Sturmbannführer befördert und übernahm als Kommandeur die Aufklärungs-Abteilung der Leibstandarte. Meyer kämpfte auch im Balkanfeldzug und im Krieg gegen die Sowjetunion. Nach Angaben eines in alliierte Kriegsgefangenschaft geratenen Oberstleutnants berichtete Meyer während eines Offizierslehrgangs, er habe bei Charkow ein Dorf niedergebrannt und alle Bewohner ermordet.

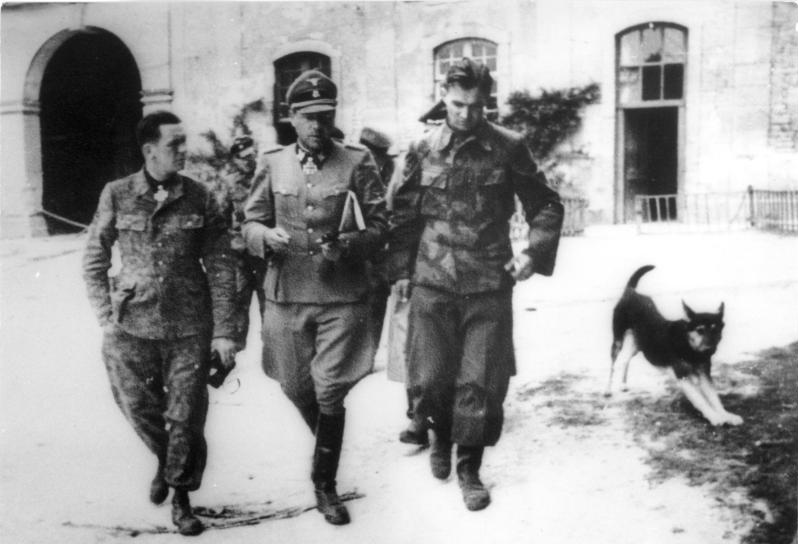
Meyer (links) mit den SS-Offizieren Fritz Witt und Max Wünsche 1944 im Kloster Ardenne bei Caen

Im Mai 1943 wurde Meyer als Kommandeur des SS-Panzergrenadier-Regiments 25 zur neu aufgestellten 12. SS-Panzer-Division „Hitlerjugend“ versetzt. Meyer gehörte damit zu einer Gruppe von Ausbildern, die von der Leibstandarte zur Division „Hitlerjugend“ wechselte, wodurch diese – so der Historiker Peter Lieb – „symbolisch das erste politisch-militärische Kind der ehemaligen Leibgarde Hitlers“ wurde. Lieb nennt die Division den „wohl […] am stärksten nationalsozialistisch indoktrinierte[n] Verband der gesamten deutschen Streitkräfte“. Meyer selbst forderte im Juli 1944 in einem Tagesbefehl die Division auf, „fanatische Soldaten“ zu sein, und bezeichnete sie als „Glaubens- und Angriffsträger“ der nationalsozialistischen Idee.
Nachdem SS-Brigadeführer Fritz Witt am achten Tag der Landung der Westalliierten in der Normandie gefallen war, übernahm Meyer die Führung der Division „Hitlerjugend“. Er wurde am 6. August 1944 zum SS-Oberführer befördert; kurz darauf entkam er der Schlacht um Caen mit etwa 5.000 von ursprünglich 22.000 Mann. Diese gerieten in den Kessel von Falaise. Meyer entkam mit ungefähr 1500 Mann und wurde dafür am 27. August 1944 mit den Schwertern zum Ritterkreuz des Eisernen Kreuzes ausgezeichnet.
Meyer wurde am 7. September 1944 in der Nähe von Lüttich gefasst, gab sich als Oberst aus und kam in ein Gefangenenlager bei Compiègne. Möglicherweise in der Annahme, dass er ums Leben gekommen sei, wurde Meyer rückwirkend zum 1. September zum SS-Brigadeführer und Generalmajor der Waffen-SS ernannt. Nachdem er identifiziert worden war, wurde er nach Großbritannien ausgeflogen; vom 17. November 1944 bis zum 24. April 1945 war er Kriegsgefangener in Trent Park. Dort trat Meyer im Dezember 1944 für ein Weiterkämpfen der deutschen Truppen ein, da die Sieger die Deutschen „ausrotten“ wollten. Nach dem Scheitern der Ardennenoffensive setzte bei Meyer ein Sinneswandel ein: Er schlug vor, dass er nach Deutschland zurückgeschickt werde, um Hitler von der Idee eines Waffenstillstands im Westen zu überzeugen. Der Historiker Sönke Neitzel schrieb 2005, es liege nahe, in diesem Plan nur einen Versuch Meyers zu erblicken, der Gefangenschaft zu entfliehen. Meyer habe aber erkannt, dass die Rückkehr nach Deutschland nicht verhindern werde, dass er sich doch bald vor einem Gericht werde verantworten müssen.

## Verurteilung wegen der Ermordung von Kriegsgefangenen

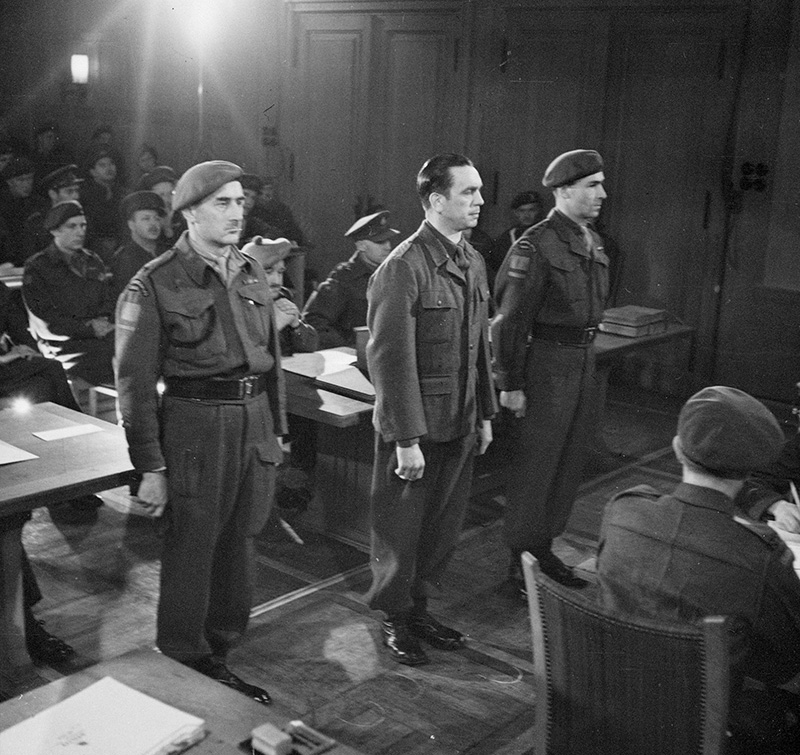
Gerichtsverfahren im Dezember 1945

Am 10. Dezember 1945 wurde Meyer in Aurich wegen Kriegsverbrechen vor ein kanadisches Gericht gestellt. Der Ankläger beschuldigte ihn, 1944 in Belgien und Frankreich als Kommandeur des SS-Panzergrenadierregimentes 25 seinen Soldaten befohlen zu haben, alliierte Gefangene zu ermorden. Weiterhin musste er sich als Kommandeur des SS-Panzergrenadier-Regimentes 25 in der Normandie für die Ermordung von sieben Kriegsgefangenen in der Nähe seines Gefechtsstandes im Kloster Ancienne Abbaye d’Ardenne verantworten. Der Prozess wurde nach vereinfachten Verfahrensregeln durchgeführt; so waren Beweise nach Hörensagen zugelassen. Insgesamt war das Verfahren „trotzdem fair“, so die Historikerin Ruth Bettina Birn. Meyer wurde am 27. Dezember zum Tode durch Erschießen verurteilt. Ähnlich wie kurz zuvor im Prozess gegen den japanischen General Yamashita Tomoyuki erweiterte das Verfahren „das Prinzip der Verantwortlichkeit militärischer Vorgesetzter im internationalen Recht erheblich“.
Angesichts der hohen Zahl von Kriegsgefangenen, die Meyers Division ermordet hatte, war im Herbst 1944 ein Untersuchungsbericht der Alliierten zu dem Schluss gekommen, dass es eine explizite oder implizite Genehmigung des Divisionsstabs gab, Kriegsgefangene zu töten. Im Prozess gegen Meyer gelang es nicht, die Existenz eines entsprechenden geheimen Befehls nachzuweisen. Nach heutigem Forschungsstand ist es unwahrscheinlich, dass ein solcher Befehl bestand, da nicht alle Meyer unterstehenden Einheiten Kriegsgefangene erschossen. Hingegen „steht nahezu zweifelsfrei fest“, dass Meyer die Befehle zu den Morden an Kriegsgefangenen in unmittelbarer Nähe seines Gefechtsstandes gab. Während der Invasion in der Normandie ermordete Meyers Division mindestens 187 kanadische Soldaten.
Eine Reihe von Persönlichkeiten der Nachkriegszeit setzte sich für Meyers Begnadigung ein, darunter der Münsteraner Bischof Clemens August Graf von Galen. Die Todesstrafe wurde am 13. Januar 1946 auf Anordnung des kanadischen Generalmajors Christopher Vokes in lebenslange Haft umgewandelt. Innerhalb des kanadischen Militärs diskutierte man das Verfahren kontrovers, da auch alliierte Truppen Kriegsgefangene getötet hatten. Bereits im Gerichtsverfahren war erkennbar, dass die als Richter eingesetzten Generäle Sympathien für Meyer hegten und mit ihm einen gemeinsamen Verhaltenskodex teilten. Außerhalb des Militärs wurde in Kanada eine exemplarische Bestrafung der Mörder kanadischer Soldaten gefordert. Nach Umwandlung des Todesurteils überstellte man Meyer nach Dorchester in Kanada. Am 17. Oktober 1951 kam er in die Justizvollzugsanstalt Werl in Deutschland. Im Juli 1953 besuchte Bundeskanzler Konrad Adenauer Meyer in Werl. Der Wahlkampf vor der Bundestagswahl 1953 war von der Debatte um die Wiederbewaffnung geprägt.
Am 6. September 1954, nach insgesamt neun Jahren Haft, wurde Meyer aus dem Gefängnis entlassen. Bei seiner Ankunft in Niederkrüchten, seit Kriegsende Wohnort seiner Frau, begrüßte ihn ein Fackelzug; ein Kirchenchor und eine Feuerwehrkapelle traten auf. Peter Dudek und Hans-Gerd Jaschke ordnen den „Triumphzug“ für Meyer als „Reaktion der Bürger“ ein, nachdem zuvor Politiker aller großen Parteien auf die politischen Ansprüche der Hilfsgemeinschaft auf Gegenseitigkeit der Angehörigen der ehemaligen Waffen-SS (HIAG) eingegangen seien.

## Netzwerk der Waffen-SS und Kriegsverherrlichung in den 1950er Jahren
Nach seiner Haftentlassung wurde Meyer als Vertriebsleiter in der Andreas-Brauerei in Hagen eingestellt, deren Eigentümer Carl-Horst Andreas ehemaliger Offizier der Waffen-SS war.

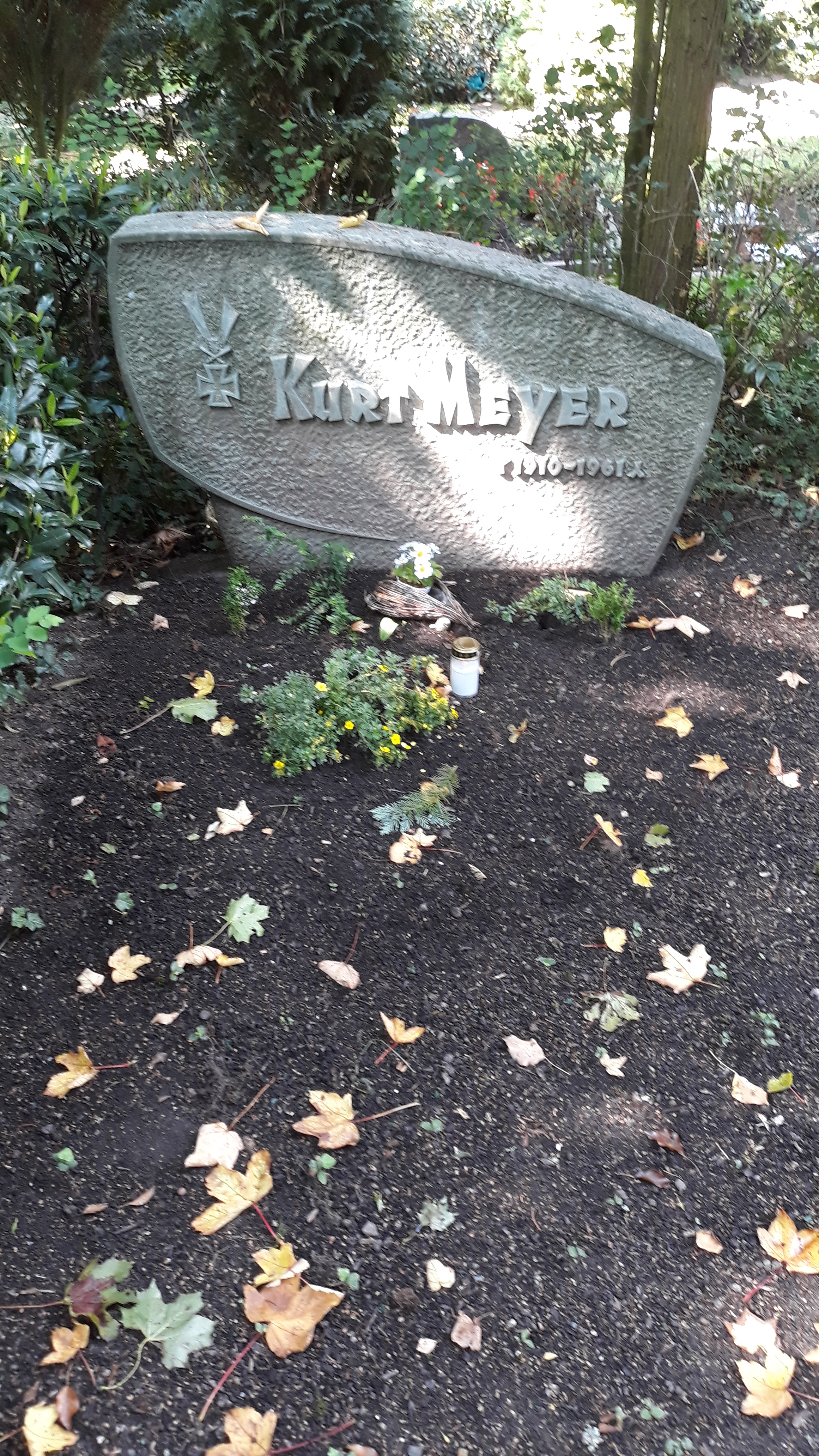
Das Grab von Kurt Meyer auf dem Friedhof am Delstern in Hagen. Inschrift mit Ritterkreuz-Darstellung und Elhaz-Runen als genealogische Zeichen.

Meyer setzte sich bis an sein Lebensende für die Rehabilitation der Waffen-SS ein, die im Nürnberger Prozess als „verbrecherische Organisation“ verurteilt worden war, was er, wie seine eigene Verurteilung, als Unrecht auffasste. 1957 verfasste er den Bestseller Grenadiere, in dem er seine Kriegs- und Hafterlebnisse schilderte und den der Historiker Wolfram Wette als „Dokument des ‚Kriegsrausches‘ der Waffen-SS“ bezeichnete. Nach Ansicht des Historikers Charles W. Sydnor ist Grenadiere “perhaps the boldest and most truculent of the apologist works” (deutsch: „vielleicht die dreisteste und verheerendste der apologetischen Arbeiten“).
1958 „entrüstete“ Meyer sich laut einem Spiegel-Bericht vor ehemaligen Waffen-SS-Angehörigen darüber, dass man diese als Bestien darstelle, und behauptete, „von den Erbärmlichkeiten in den Konzentrationslagern nichts gewusst“ zu haben. Auch habe niemand „so sehr Gott gesucht wie die Waffen-SS“.
Zunächst ab November 1958 kommissarisch, wurde Meyer 1959 Bundessprecher der HIAG. Seit seiner Haftentlassung war Meyer durch zahlreiche öffentliche Auftritte zu einem der wichtigsten Vertreter der Organisation ehemaliger Angehöriger der Waffen-SS aufgestiegen. Während Meyers Amtszeit als Bundessprecher wurde im April 1959 der Bundesverband der zuvor dezentral organisierten HIAG gegründet. Meyer unterhielt zahlreiche Kontakte zu Politikern wie Fritz Erler (SPD) und Will Rasner (CDU), mit denen Einfluss auf Versorgungsregelungen genommen werden sollte und „zugleich eine ‚Rehabilitierung‘ der Waffen-SS“ erreicht werden sollte. Im Juni 1961 verabschiedete der Bundestag ein Gesetz, das die Versorgung von Veteranen der Waffen-SS als sogenannte 131er verbesserte. Innerhalb der HIAG setzte Meyer mit autoritären Mitteln die Abgrenzung von der rechtsextremen Deutschen Reichspartei (DRP) durch. Öffentlich distanzierte sich Meyer von den Verbrechen der KZ-Wachverbände; zugleich arbeitete die HIAG mit der Stillen Hilfe für Kriegsgefangene und Internierte zusammen, beispielsweise bei der Suche nach Entlastungszeugen. Nach eigenen Angaben war Gunter d’Alquen, Schriftleiter der SS-Zeitschrift Das Schwarze Korps, Berater und Redenschreiber Meyers.
Kurt Meyer starb im Dezember 1961 an einem Herzinfarkt.
In dem Buch Geweint wird, wenn der Kopf ab ist setzte sich sein Sohn Kurt 1998 kritisch mit der Lebensgeschichte seines Vaters auseinander und zeichnete das Bild eines in seiner „glorreichen Vergangenheit“ verhafteten Menschen. So wurde nach seiner Darstellung nach der Rückkehr des Meyer senior aus dem Gefängnis ein Hitlerbild im Wohnzimmer neben einem Bild Friedrichs II. aufgehängt.

## Auszeichnungen während der Zeit des Nationalsozialismus
- Medaille zur Erinnerung an den 13. März 1938
- Medaille zur Erinnerung an den 1. Oktober 1938 mit Spange Prager Burg
- Eisernes Kreuz (1939) II. und I. Klasse
- Deutsches Kreuz in Gold am 8. Februar 1942[32]
- Medaille Winterschlacht im Osten 1941/42
- Ritterkreuz des Eisernen Kreuzes mit Eichenlaub und Schwertern[32]
  - Ritterkreuz am 18. Mai 1941
  - Eichenlaub am 23. Februar 1943 (195. Verleihung)
  - Schwerter am 27. August 1944 (91. Verleihung)
- Nennung im Wehrmachtbericht am 29. Juni 1944

## Veröffentlichungen
- Grenadiere. 1. bis 10. Auflage 1957 bis 2004 im Schild-Verlag, ab 11. Auflage 2007 bei VDM Heinz Nickel.